# Диофант из Абы
Диофант (имя при рождении — Гераис) — интерсекс-человек, который жил во II веке до н. э. и был солдатом у Александра Баласа. О его жизни известно из работ Диодора Сицилийского.

## Биография
Диофант родился в городе Абы во время правления Александра Баласа. При рождении ему дали имя Гераис и воспитывали как девочку. Его отец, которого также звали Диофант, был македонянином и женился на арабке из этого региона. Первый ребенок пары, мальчик, которого также звали Диофант, умер в молодом возрасте. Диофант Старший, возможно, был военным поселенцем в этом регионе вместе со многими другими македонянами.
У Диофанта был муж по имени Самиас, который уехал после того, как они прожили год в браке. Затем Диофант заболел лихорадкой, и в основании его брюшной полости образовалась опухоль. Врачи предполагали, что это опухоль в матке, но на седьмой день болезни опухоль лопнула, и появились мужские гениталии. Свидетелями этого происшествия стали мать Диофанта и двое слуг. Они одели Диофанта в типично женский наряд, воображая, что у него были гомосексуальные отношения с мужем.
Когда Самиас вернулся из странствий, Диофант больше не хотел быть в браке. Самиас подал в суд на отца Диофанта, и судьи решили, что жена (Диофант) должна вернуться к мужу. Из-за чего Диофант снял с себя одежду, продемонстрировав наличие у себя мужских половых органов, тем самым, протестуя против того, что судьи вынудили одного мужчину жить с другим. С этого момента Диофант начал носить мужскую одежду, и врачи пришли к выводу, что его внутренние половые признаки были ранее спрятаны внутри тела. Врачи провели косметическую операцию, чтобы придать его гениталиям «подобающий вид». Именно после этой операции он получил имя Диофант.
Затем Диофант записался в кавалерию и сражался в составе войск Александра Баласа.
Самиас, который все еще любил Диофанта, но стыдился того, что их брак считался «неестественным», сделал Диофанта своим наследником и покончил с собой.
Жизнь Диофанта также связана с пророчеством, которое предсказывало, что смерть Александра Баласа произойдет в месте рождения «двойственного», то есть в Абе, где родился Диофант.

## Историография
О жизни Диофанта известно только из работы Диодора Сицилийского «Bibliotheca Historica», написанной через столетие после смерти Диофанта. Отмечается, что жизнь Диофанта «представляется правдивой, хотя в это трудно поверить, как и в многие другие парадоксы». Диодор Сицилийский не верил в гермафродитов, но верил в гендерные трансформации.
Диофант — не единственный интерсекс-человек, признанный в древнем мире, и Хелен Кинг сравнивает его с Фаэтусой. Джей Кайл Петерсен сравнивает его жизнь с жизнью Каллона из Эпидавра, который жил тридцать лет спустя и чью жизнь также описал Диодор Сицилийский.
Согласно Люку Бриссону, жизнь Диофанта является одним из примеров нескольких троп гермафродитизма в древности: смешанные браки производят потомство двойного пола; нарушение семейных отношений; смешение гендерных ролей. Для Шона Тугера одним из важных аспектов изменений Диофанта является то, что оно произошло после брака. Юлия Дорошевская отмечает, что его трансформация не помешала Диофанту быть активным в обществе, и на самом деле это можно рассматривать как средство социального продвижения. Дорошевская также интерпретирует жизнь Диофанта как пример тропа, в котором девушка превращается в гипермужественного мужчину.
По словам Стефани ван дер Грахт, состояние Диофанта можно интерпретировать как псевдогермафродитизм, который может проявиться после наступления полового созревания. Ван дер Грахт предполагает, что в Диофант мог быть выдан замуж до наступления полового созревания.